# 163 (число)
163 (Сто шістдеся́т три) — натуральне число між 162 та 164.

## У математиці
- 38-е просте число.
- Має кілька нетривіальних математичних властивостей. [1]

## В інших галузях
- 163 рік, 163 до н. е.
- NGC 163 — еліптична галактика (E) в сузір'ї Кит.